# Magnano
Magnano là một đô thị ở tỉnh Biella vùng Piedmont của nước Ý, có vị trí cách khoảng 60 km về phía đông bắc của of Torino và khoảng 9 km về phía nam của of Biella. Tại thời điểm ngày 31 tháng 12 năm 2004, đô thị này có dân số 384 người và diện tích là 10,5 km².
Đô thị Magnano có các frazioni (đơn vị cấp dưới, chủ yếu là làng) Bose, Broglina, Carrera, Piletta, San Sudario, và Tamagno.
Magnano giáp các đô thị: Bollengo, Cerrione, Palazzo Canavese, Piverone, Torrazzo, Zimone, Zubiena.

## Hình ảnh

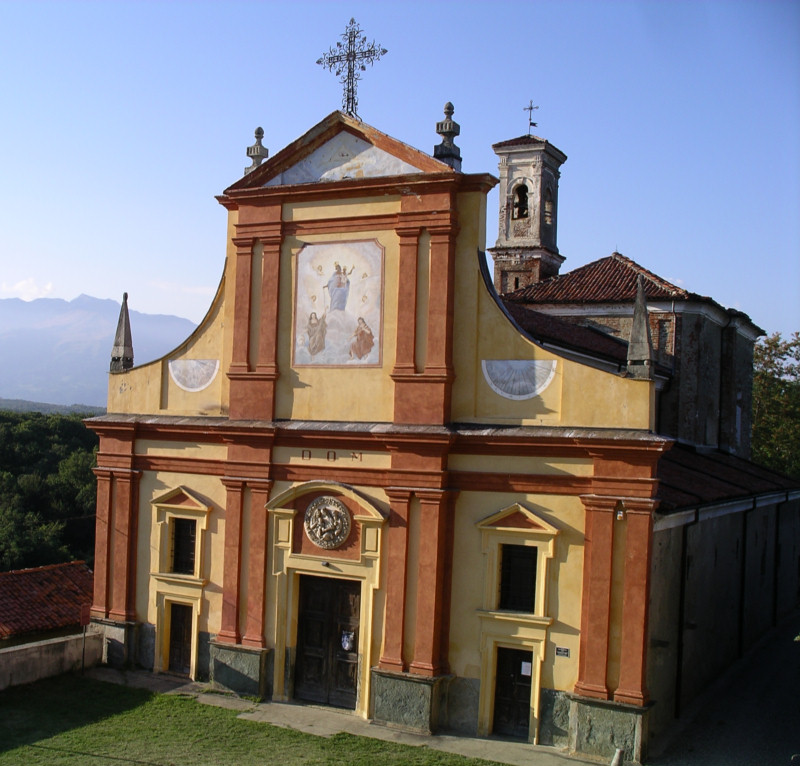
Nhà thờ thế kỷ 18 San Giovanni Battista
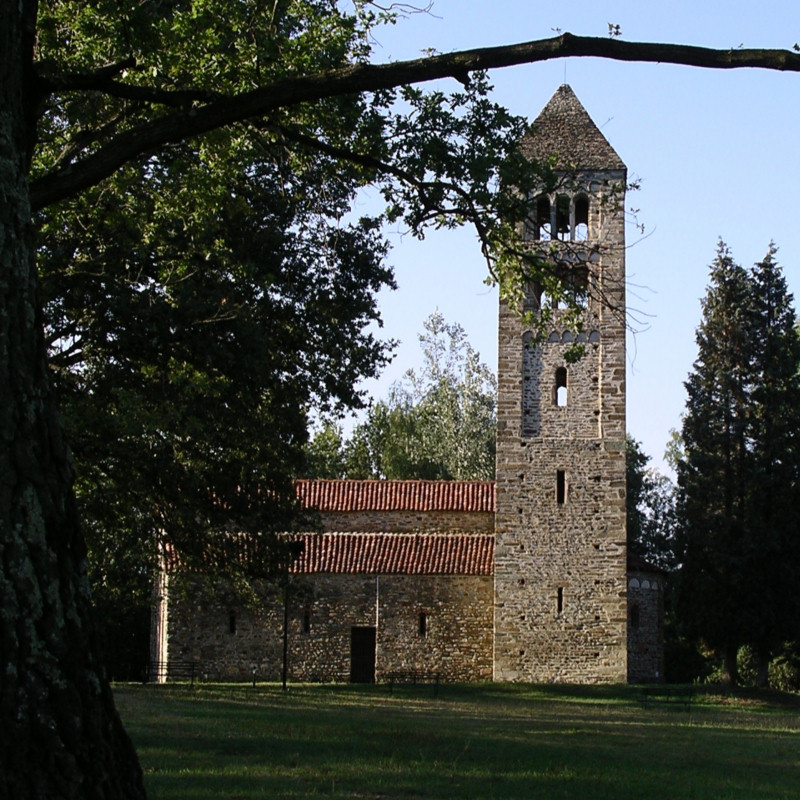
Nhà thờ thế kỷ 12 San Secondo